# Okres Myjava
Okres Myjava je jedním z okresů Slovenska. Leží v Trenčínském kraji, v jeho nejzápadnější části. Na severu hraničí s Českou republikou, na jihu s okresem Senica a Trnava a Piešťany, na západě s okresem Skalica a na východě s okresem Nové Mesto nad Váhom.